# Parabotia banarescui
Parabotia banarescui is een straalvinnige vissensoort uit de familie van de modderkruipers (Cobitidae). De wetenschappelijke naam van de soort is voor het eerst geldig gepubliceerd in 1965 door Nalbant.